# 节奏游戏

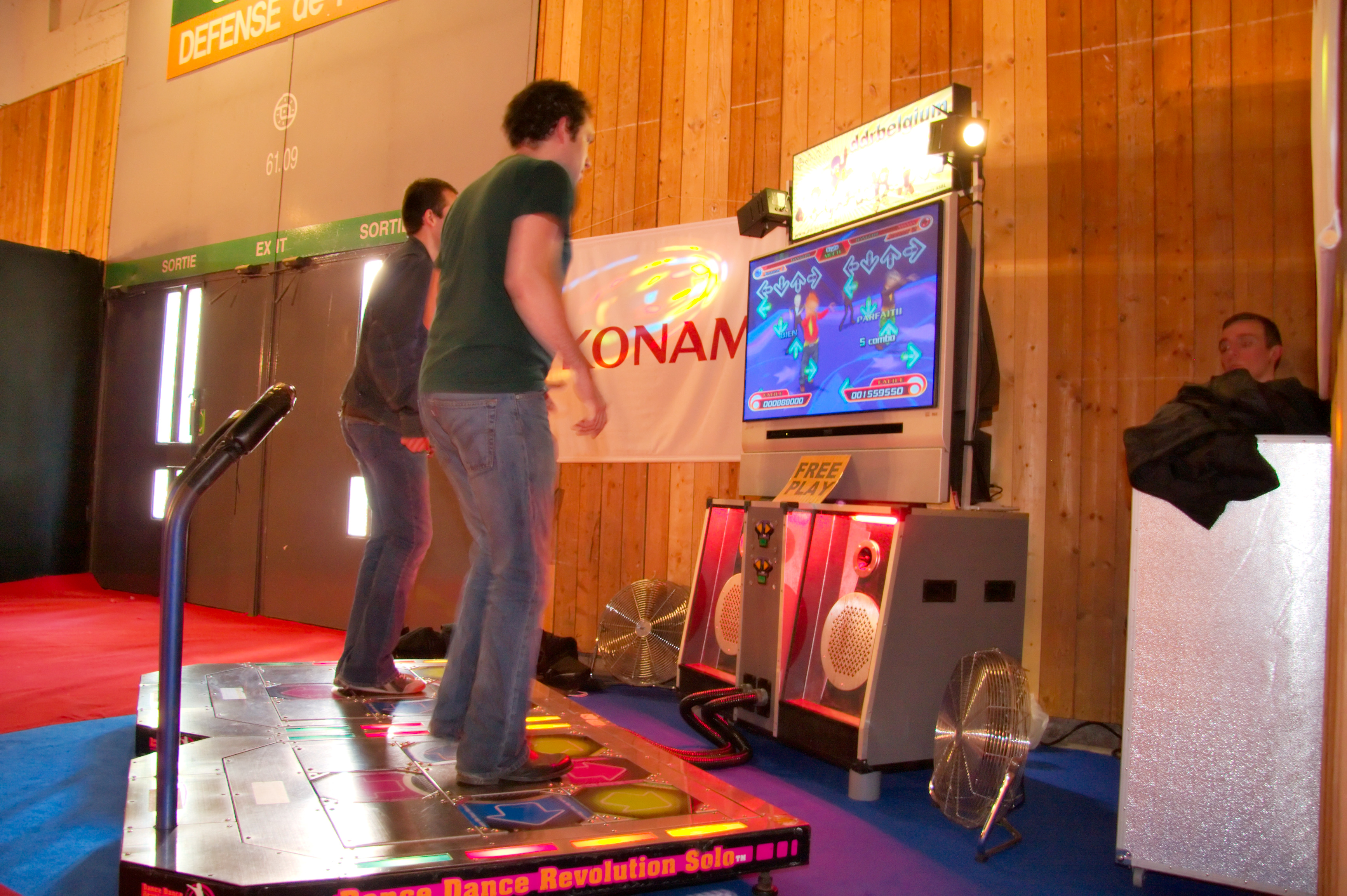
玩家用跳舞毯游玩《舞蹈革命》，最成功的舞蹈游戏之一

节奏游戏，或称节奏动作游戏，是一类挑战玩家节奏感的音乐动作游戏。游戏以舞蹈或模拟演奏乐器为主，玩家需按屏幕所示一系列指令，正确跳出舞蹈或弹奏乐器，并以此获得分数。不少节奏游戏可以多人游玩，玩家或是竞争最高分，或是合作扮演乐团演出。虽然节奏游戏可用传统手柄输入，但该类游戏亦常用乐器形状的特殊控制器。某些舞蹈游戏要求玩家在跳舞毯上跳舞，舞蹈毯的压敏传感器相当于输出设备。
媒体将1996年的《PaRappa the Rapper》视为首款有影响力的节奏游戏，其基本模式奠定了之后节奏游戏的基础。科乐美1997年的《狂热节拍》开拓了节奏游戏在日本的市场。其音乐部门Bemani在之后几年中，发行了一系列音乐游戏。这些作品以1998年的《勁爆熱舞》最为成功，該作品還是Bemani在日本外，唯一获大规模成功的游戏，亦引来其他厂商的效仿。
吉他英雄和摇滚乐队系列，从吉他高手等其他日本游戏中汲取灵感，使用仿乐器式控制器，模拟真实的乐器演奏。采用流行摇滚乐的两系列，使节奏游戏在西方市场恢复生气，大幅拓宽了主机游戏市场和消费群体。采用乐曲的艺术家会获得使用费，这成为他们的一项新收入来源。在后来的《摇滚乐队3》，以及更后的《摇滚史密斯》中，玩家可用真电吉他弹奏歌曲。节奏游戏在2008年时，是美国仅次于动作游戏外，最受欢迎的电子游戏类型。但因市场被核心作品的衍生品充斥，2009年时音乐游戏发行，收入下跌近50%；之后几年中两个系列宣布，他们未来的作品将间断发行。
虽然产生了这些收缩，但节奏游戏市场仍在扩张。舞力全开和舞蹈中心等舞蹈类游戏相继面世，这些游戏使用了体感控制器，以及Kinect等摄像头控制器。既存游戏亦继续以新商业模式发展，如通过下载包向玩家提供歌曲。随着新世代游戏硬件的推出，吉他英雄和摇滚乐队作品亦在2015年下半年继续发行。

## 定义与设计

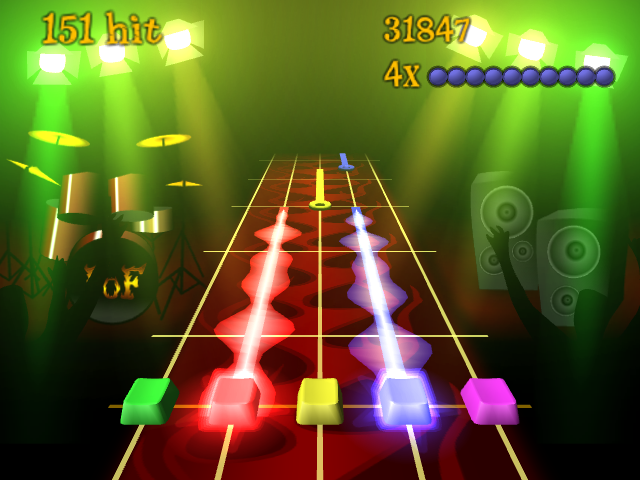
像《热火吉他手》等节奏游戏，多以“音符通道”卷轴显示演奏的音符，同时画面会分值和演出节拍

节奏游戏，或称节奏动作游戏，是一类挑战玩家节奏感的动作游戏。像《舞蹈革命》这类舞蹈游戏，或是《大金刚鼓》和《吉他英雄》等音乐游戏，都属于节奏游戏。在一般的节奏游戏中，玩家需要按屏幕指示按键，按键和节拍同步、正确精准，就会得分。还有测试玩家歌唱能力的节奏游戏，会测量玩家的节奏和音高；亦有节奏游戏，要求玩家用不同按键力度，发出不同的音量。玩家虽可即兴演奏歌曲，但常会反复练习，来挑战高难度的歌曲和设定。某些节奏游戏挑战和Simon says类似，玩家需要观看，记忆并重复复杂的按键序列。节奏游戏也可做成小游戏，插入其他类型游戏中，或随其它小游戏捆绑为合集。
部分节奏游戏画面中，会显示演奏者的角色化身，其会随玩家的输入而反应。然而节奏游戏的画面多为背景，演奏者化身亦主要供观众来观看。在单人模式中，玩家要和电脑控制的对手对战；在多人模式中，两名玩家化身可以正面竞争。随着节奏游戏的普及，特殊输入设备也有了市场，如仿吉他、鼓、沙球等乐器的控制器。舞蹈游戏所用的压敏跳舞毯，则可让玩家在其上跳舞。不过对于手柄等传统输入设备，大多节奏游戏依然支持。

## 历史
节奏游戏的本源可追溯到电动游戏《西蒙》，这款游戏由拉尔夫·贝尔（米罗华奥德赛创造者）和霍华德·莫里森在1978年开发。《西蒙》创造了“呼应”机制，这种按键指令序列逐渐复杂，玩家不断重复的机制，后来由节奏游戏使用。

### 日本
在Human Entertainment 1987年发行的《舞蹈健美操》中，玩家可在任天堂红白机的外设动力垫上，跳舞来创造音乐。据信，最早的真正节奏游戏是1996年的《PaRappa the Rapper》，这也是最早几款通常意义音乐游戏之一。玩家游戏时需依屏幕指示按键，这一基本机制成为之后节奏游戏的核心。《啪嗒啪嗒啪》的成功开启音乐游戏市场的大门。1997年，科乐美在日本街机推出DJ主题节奏游戏《狂热节拍》（Beatmania），游戏街机基板采用音乐键盘式按键，同时基板上还有仿黑胶唱片的橡胶垫。科乐美在《狂热节拍》意外大热后，将其游戏与音乐部门改名Bemani，该名称有向游戏致敬之意。Bemani开始尝试其他的节奏游戏，其成功作有《吉他高手》和1998年的《流行音乐》，前者使用吉他形游戏控制器，后者和《狂热节拍》类似，要求玩家按色彩各异的按键。吉他高手系列虽继续随日本新街机推行，但在海外市场影响力不大，Red Octane和Harmonix在2005年，发行了西方口味的类似游戏《吉他英雄》。一般而言，因外设制作成本高昂，加上零售价格随之增长，日本街机节奏游戏很少出口海外。Bemani在1999年推出的《狂热鼓手》采用鼓包控制器，游戏可和《吉他高手》联动，模仿即兴演奏。后来Harmonix也将该理念用在《摇滚乐队》上。
在1998年节奏游戏《舞蹈革命》中，玩家需依屏幕所示指令，在压敏舞垫上跳舞。游戏和《吉他高手》、《狂热鼓手》与《狂热节拍》不同，在日本内外都获高度成功（不过《狂热节拍》在欧洲有所成功）。艾尼克斯同年发行了《纵情跳跃》，这款游戏同样为舞蹈游戏，但采用较传统的输入方式。游戏支持一对一竞争模式，且比典型节奏游戏更为自由。
《PaRappa the Rapper》制作方七音社在1999年发行了《Vib-Ribbon》。游戏并非用乐器形控制器，而是要求玩家在合适时机按键，让主角穿过障碍训练场。游戏关卡由背景音乐生成，玩家可以调换所插音频CD。游戏虽以其独特风格和艺术性获得好评，但简单的矢量图形证明其难有市场，游戏最终未在北美发行。世嘉于1999年和2000年，分别在街机和Dreamcast推出《Amigo的桑巴》，游戏采用沙球形动作感应控制器。游戏支持双人模式，可以向观众展示，并支持玩家游戏时社交。《太鼓达人》于2000年发行，游戏将日本传统乐器太鼓与现代流行乐相结合，在日本街机市场大获成功。游戏后以“Taiko Drum Master”名义在西方主机发行，系列也在日本继续发行新作。2001年，吉他手主角游戏《吉他小子》发行，和4年后采用吉他形控制器的《吉他英雄》不同，《吉他小子》采用传统的控制器。《吉他小子》创作人矢野庆一之后创作了《押忍！战斗！应援团》，这款任天堂DS节奏游戏使用了掌机的触摸屏功能。应西方大量呼声，改版《精英节拍特工》在西方发行；此外日本有一款续作。

### 北美
麻省理工学院的一个电脑音乐社团在1995年建立了Harmonix，公司受《啪嗒啪嗒啪》的启发，从1998年起开发音乐游戏。公司在2001年发行了《Frequency》，玩家在游戏中可以控制多条乐轨。GameSpot的莱安·戴维斯写道，和早期节奏游戏相比，该作的创作自由感更强。《Frequency》获得媒体的叫好声，但不能直观呈现演奏效果的抽象风格却不叫座。Harmonix在2003年发行了仿《Frequency》风格的续作《Amplitude》。此后公司发行的游戏更注重社交性，如卡拉OK主题游戏《卡拉OK革命》（2003）和《歌唱之星》（2004）。南梦宫开发的GameCube游戏《大金刚鼓》在2003年发行，这款借任天堂大金刚品牌的游戏获得广泛成功。

#### 外设式游戏
2005年，Harmonix和小型发行商RedOctane发行了《吉他英雄》。该游戏从Bemani的《吉他高手》中汲取灵感，但采用西方摇滚乐。因《舞蹈革命》的大量续作和效仿作品，节奏游戏停滞不前，《吉他英雄》的出现让其重新恢复活力。《吉他英雄》有多部续作，系列总收入超过10亿美元，系列第三作是北美2007年最畅销的游戏。Harmonix在吉他英雄后又推出摇滚乐队系列，该系列也赚得1亿美元。摇滚乐队作品支持多乐器控制器和多人合作模式，玩家可以扮演整支乐队。吉他英雄系列之后的作品，Neversoft开发的《吉他英雄 世界巡演》也采用乐队导向。吉他英雄也有作品改编自某些乐队，如金属乐队和空中铁匠。玩家可从网上，购买吉他英雄和摇滚乐队的追加歌曲，这成为公司又一道收入来源；游戏收录音乐的艺术家会获得使用费，其名气亦随之提升，随之带动其音乐销量。吉他英雄和摇滚乐队拓宽了主机游戏市场及其消费群体，游戏人气带动提升了游戏机销量。据报道，音乐游戏是北美在2008年第二流行电子游戏类型（仅次于动作），53%玩家为女性。音乐游戏在2008年的最高点，占据电子游戏市场份额的18%。
电子游戏业分析称，2009年是节奏游戏的危急年，这将可以衡量此类游戏未来的成功。《吉他英雄》和《摇滚乐队》系列都有发展，它们进入了掌上游戏设备和手机市场。亦有面向特定流派和人口的游戏面世，如采用流行乐的《乐队英雄》和面向年轻玩家的《乐高摇滚乐队》。因乐器控制器销量减少，游戏音乐销量在上半年下降；媒体推测，玩家已经购买此类控制器，并重新将之使用。分析预测，《吉他英雄5》和《披头士：摇滚乐队》美版首月销量皆将达100万上下，但实际销量仅约预测的一半。游戏销量未达预期，部分因为2000年代后半，电子游戏业的衰退；Harmonix CEO亚历克斯·里格珀利斯当时认为，吉他英雄和摇滚乐队是当时市场最贵的电子游戏。分析还称此标志市场饱和。此外节奏游戏停滞不前，系列不断重复基本玩法，让消费者无意购买新作。亚历克斯认为，摇滚乐队和吉他英雄间，市场只能存其一的激烈品牌信仰之争，进一步让游戏走向衰退。因此，分析下调了对音乐游戏的未来期望，如吉他英雄“衍生作品”《DJ英雄》美版第一季度的销量预测，从160万降低至60万。节奏游戏的销售额从2008年的14.7亿美元，降至2009年的7亿美元。分析预测，市场会稳定在“健康的”5－6亿美元，即決勝時刻系列的水平。威布证券分析师米迦勒·帕切特推测，随着节奏游戏市场饱和，其产业占有量将从1/3降低到2009年的12%。
节奏游戏市场的疲软，影响了游戏开发商、发行商和销售商。后两类公司确信，大多消费者在2010年时，至少已有一套乐器控制器，故提升了将软件和下载内容销售的地位。动视将2010年吉他英雄的销售计划缩减，只销售两款游戏，将最小存货单位从2009年的25下调至2010年的10。动视将数家内部工作室关闭，其中有RedOctane、Neversoft的吉他英雄部门，以及Underground Development。维亚康姆在2007年《摇滚乐队》成功后，向Harmonix投资1.5亿美元，在2009年销售疲软后，维亚康姆征求“大量”撤回投资。维亚康姆还和音乐版权管理公司磋商，调低摇滚乐队系列的音乐授权费。维亚康姆最终在2010年第三季度，开始寻求Harmonix买主。节奏游戏开发商在2010年，开始在产品中加入新功能。比如《摇滚乐队3》和《激情演奏：六弦飞舞》使用带弦的吉他控制器，并皆有教程模块，指导玩家精确指法。然而新内容未能挽回2010年音乐游戏的颓势。《吉他英雄：摇滚战士》与《DJ英雄2》美版首周销量分别为8.6万和5.9万，而2008年的《吉他英雄III》首周114万，销量反差强烈。到2010年10月，音乐游戏净销售额越2亿美元，为2008年同期的1/5。分析称节奏游戏到年底时，收益难破4亿美元；后统计年底销售额不到3亿美元。
到2010年底，媒体认为节奏游戏“确实走过了全盛期”，开发商将注意力转向下载内容和潜在的体感集成系统。維亞康姆在2010年下半年，将Harmonix卖给一间投资回报集团，允许其继续开发摇滚乐队和舞蹈中心。动视以节奏游戏不景气为由，在2011年2月关闭了吉他英雄部门。有分析称，外设节奏游戏接下来三五年依旧不景气，之后因数字销售模式或新游戏机面世，销量会重新起来。但Harmonix宣布，公司在2013年转向新游戏，摇滚乐队下载内容更新停止，标志了外设式音乐游戏时代走向终结。

#### 未来方向
随着2010年，Xbox 360和PlayStation 3相继引入运动控制器Kinect和PlayStation Move，一些分析称，使用平台无关控制器的舞蹈与乐队式游戏，会振兴节奏游戏市场。《舞力全开》、《舞蹈中心》和《迈克尔·杰克逊：游戏》等舞蹈游戏采用了新体感技术。业界评论认为，外设式音乐游戏销量迟滞，加之流行音乐人气激增，舞蹈式游戏将持续繁荣发展。《舞力全开》和《舞蹈中心》在2010年下半年，推动了节奏游戏的销量；后者是北美2010年11月最畅销的Kinect游戏。按NPD集团统计，在两款游戏的推动下，节奏游戏销量比2009年11月高出38%。彭博公司预计，Harmonix因销售《舞蹈中心》及其下载内容，2011年净利润将增长1亿美元。《舞力全开》尽管评价不佳，却击败《使命召唤：现代战争2》占据销量榜榜首，《舞力全开2》（2010）是Wii上最畅销的非任天堂游戏。舞力全开系列可与最畅销的动作游戏系列抗衡销量。Tap Tap是首款iPhone节奏游戏系列，其首作《Tap Tap Revenge》为该平台2008下载最多的游戏。Tap Tap系列最终以1500万的下载量，获得吉尼斯世界纪录之“最受欢迎iPhone游戏系列”认证。
在2014年中，随着独立游戏现象，节奏游戏有了一些变化。在《丛林群殴》中，玩家要连续点击触摸屏操作游戏，不同的节奏代表不同的动作，玩家以此方式环境中的角色。而在《节奏地牢》，玩家要按背景音乐的节拍来控制主角。

## 健康与教育
节奏游戏已用来健身。例如研究发现，相较传统游戏，舞蹈游戏可大量消耗能量，其燃烧热量超过在跑步机上走步。科学家还提出，因儿童长时间玩游戏看电视，可以活动身体的游戏防治肥胖。

### 熱舞革命的影響
研究发现，按有效心率而非最大摄氧量下限计，游玩《舞蹈革命》相当于有氧运动。西弗吉尼亚州是美国肥胖及并发疾病者比率最高的州之一，该州按成功的初步研究，向学校体育课引入《舞蹈革命》游戏。《纽约时报》称，“至少十州的数百所学校”在课程中用到《舞蹈革命》（以及《In the Groove》）。为减轻国民肥胖蔓延的问题，该计划将应用于千余所学校。原加利福尼亚州长阿诺德·施瓦辛格是此类计划的著名支持者。日本有报道明星玩《舞蹈革命》后减重，这促进了游戏家用机版本的销售。Bemani测试员也发现，他们工作中减轻了体重。虽然还有轶事证明游戏有助减肥，但密歇根健康系统大学谨慎表示，舞蹈和其他运动游戏只是和起点，之后应转向更有效的传统运动。舞蹈游戏还用于老年患者康复与防跌计划表，但游戏为定制的慢版，同时还加配防护垫。研究人员为获得普遍而逼真的步伐，还试验了原形游戏，而非止于商业舞蹈游戏筛选的动作。

### 吉他英雄的影響
吉他英雄游戏因需多肢体协调，故随同物理疗法，用于中风康复治疗。金髮美女鼓手克雷姆·伯克与奇切斯特大学和格鲁斯特大学的研究者合作得出结论，吉他英雄类游戏可以解决“儿童与成人肥胖、孤独症、脑卒中、工作场所身心健康”的问题。约翰斯霍普金斯大学的研究者用《吉他英雄III》和控制器，帮助了截肢患者，并为其开发了新型假肢。内华达大学里诺校区研究者为《热火吉他手》——仿制吉他英雄的免费软件——定制触觉反馈手套，制作了音乐游戏《盲人英雄》，视觉障碍者可仅借触觉和听觉游玩。麻省理工大学学生、新加坡政府，和一名新加坡国立大学合作，制作了同讓盲人和健康玩家游玩的《音频奥德赛》。特伦特大学还在青少年睡眠研究中用到吉他英雄，研究显示，同为12小时后重玩歌曲，一般情况下之间若有正常睡眠，再度演奏效果会更好。
吉他英雄和摇滚乐队向人们介绍了摇滚乐，他们也因此学习吉他演奏。青年音乐的研究表明，在英国1,200万儿童中，有250万是玩过吉他英雄等音乐游戏后，开始学习真实乐器。组织认为这些游戏可纳入音乐教育计划。美国吉他教师称，吉他学生因吉他英雄游戏而增长。然而业界专家，如练习工具Fretlight发明者表示，怀疑游戏的教育价值。虽有轶闻证明，吉他英雄能提升节奏感、训练手的总体协调性，但却让学生错误认识学习难度，以至放弃学习。吉他中心的调查发现，大多数乐器式节奏游戏玩家，将来有意拿起真正的乐器，而大多已是乐手的玩家，希望继续演奏自己的乐器。吉他虽然如此流行，却未达1960年代的程度。一些音乐家批评吉他英雄对音乐教育的影响。白線條樂團的杰克·怀特称，在听到年轻人最可能由电子游戏接触新作品后，他感到了失望，齐柏林飞船的吉米·佩奇表示，他无法相信人能从电子游戏仿制品中，学到如何演奏真乐器。普林斯推掉了自己音乐在吉他英雄登场的机会，他称“孩子学到如何弹真吉他更为重要”。

### 鼓類遊戲影響
其他评论称，鼓控制器有潜在教育效果，或能让玩家用真鼓创作音乐。